# Mezenskaja Pižma
Mezenskaja Pižma (rus. Мезенская Пижма) je rijeka u Ust-Cilemskom rajonu Republike Komi i u Lešukonskom rajonu Arhangelske oblasti u Rusiji, desni pritok Mezena. Duga je 236 km, s površinom porječja od 3830 km2.

## Porječje i tok rijeke
Mezenskaja Pižma izvire u Republici Komi, zapadno od jezera Jamozero, blizu granice s Arhangelskom oblašću, na visoravni Čatlaski Kamen, dijelu Timanskog grebena. Općenito teče u zapadnom smjeru. Pižma, koja izvire iz jezera Jamozero, teče prema istoku u Pečoru, a naziv Mezenskaja Pižma doslovno znači "Mezenska Pižma".
Glavni pritoci Mezenske Pižme su Četlas i Šegmas (oba lijeva).
Rijeka teče u jednom od najzabačenijih područja Arhangelske oblasti. Gornji tok Mezenske Pižme nije naseljen, a u cijeloj dolini rijeke postoje samo tri sela: Šegmas, uzvodno od ušća rijeke Šegmas, Larkino i Rodoma na ušću. Donji tok rijeke, 73 km nizvodno od sela Šegmas, je plovna, ali nema putničke plovidbe.